# Västtågen
Västtågen är sedan 12 december 2010 varumärket för de regionala tåglinjer som Västtrafik har ansvaret för (i samarbete med Jönköpings länstrafik och Hallandstrafiken) i Västsverige. Sedan december 2015 inkluderas även Göteborgs pendeltågslinjer i detta varumärke. Operatör är SJ AB som driver trafiken genom dotterbolaget SJ Götalandståg AB.

## Linjenät
Samtliga linjer inom Västtågen presenteras nedan.
| Linje | Sträcka                                                  | Längd  | Stationer | Restid |
| ----- | -------------------------------------------------------- | ------ | --------- | ------ |
| 130   | Göteborg-Uddevalla-Strömstad                             | 180 km | 17        | 2:35 h |
| 131   | Göteborg-Alingsås                                        | 44 km  | 12        | 0:40 h |
| 132   | Göteborg-Kungsbacka                                      | 28 km  | 8         | 0:26 h |
| 133   | Göteborg-Älvängen                                        | 31 km  | 7         | 0:27 h |
| 134   | Göteborg-Varberg                                         | 77 km  | 5         | 0:44 h |
| 72    | Göteborg-Trollhättan-Vänersborg(/Säffle)                 | 75 km  | 8         | 0:49 h |
| 97    | Göteborg-Borås                                           | 72 km  | 7         | 1:02 h |
| 62    | Göteborg-Herrljunga-Falköping-Skövde-Töreboda            | 196 km | 9         | 1:50 h |
| 63    | Göteborg-Herrljunga-Lidköping-Mariestad-Hallsberg-Örebro | 339 km | 31        | 3:58 h |
| 65    | Töreboda-Skövde-Falköping-Jönköping-Nässjö               | 182 km | 13        | 1:55 h |
| 66    | Göteborg-Herrljunga-Falköping-Jönköping-Nässjö           | 225 km | 15        | 2:50 h |
| 67    | Uddevalla-Vänersborg-Herrljunga-Borås                    | 164 km | 15        | 1:50 h |
| 68    | Borås-Varberg                                            | 84 km  | 13        | 1:10 h |

## Göteborg-Uddevalla-Strömstad
Tågen på linjen har följande stationer:
| Head station |

| Stop on track |

| Stop on track |

| Stop on track |

| Stop on track |

| Stop on track |

| Stop on track |

| Station on track |

| Station on track |

| Stop on track |

| Stop on track |

| Stop on track |

| Station on track |

| Stop on track |

| Stop on track |

| Stop on track |

| End station |

| Head station |

| Stop on track |

| Stop on track |

| Stop on track |

| Stop on track |

| Stop on track |

| Stop on track |

| Station on track |

| Station on track |

| Stop on track |

| Stop on track |

| Stop on track |

| Station on track |

| Stop on track |

| Stop on track |

| Stop on track |

| End station |

| X14 i Västtrafiks färgsättning vid Stenungsund. |  | Reginatåg vid Uddevalla C. |
| X14 i Västtrafiks färgsättning vid Stenungsund. |  | Reginatåg vid Uddevalla C. |

Västtågslinjen mellan Göteborg och Strömstad var innan Västtågen bildades en lokaltågslinje som kallades Bohuståget. På denna linje blandas nyare Reginatåg med X61 samt äldre motorvagnar av typerna X11, X12 och X14.
Från början av 2009 och utökat 2010 går många fler tåg än innan, minst 18 tåg Göteborg-Uddevalla samt 5 ytterligare Göteborg-Stenungsund (alla antal gäller per riktning per vardag). Det går dessutom många bussar, som dock minskades något från 2009 då fler tåg började gå. Från sommaren 2016 minskades den parallella busstrafiken ytterligare.  
Mellan Göteborg-Stenungsund går busslinjen Stenungsund Express med 2-4 turer per timme och riktning. Mellan Göteborg och Uddevalla går flera busslinjer, bland annat bussarna mellan Göteborg och Lysekil respektive Strömstad. Dessa bussar går numera via Torp (väster om Uddevalla), inte via Uddevalla centrum. Generellt sett följer alla dessa bussar E6 som går utanför tätorterna och det blir sämre anslutningar till tågen.

## Göteborg-Trollhättan-Vänersborg(/Säffle/Ed)
Tågen på linjen har följande stationer:
|  | Head station |

|  | Station on track |

|  | Station on track |

|  | Station on track |

|  | Station on track |

|  | Station on track |

|  | Station on track |

|  | End station |

|  | Head station |

|  | Station on track |

|  | Station on track |

|  | Station on track |

|  | Station on track |

|  | Station on track |

|  | Station on track |

|  | End station |

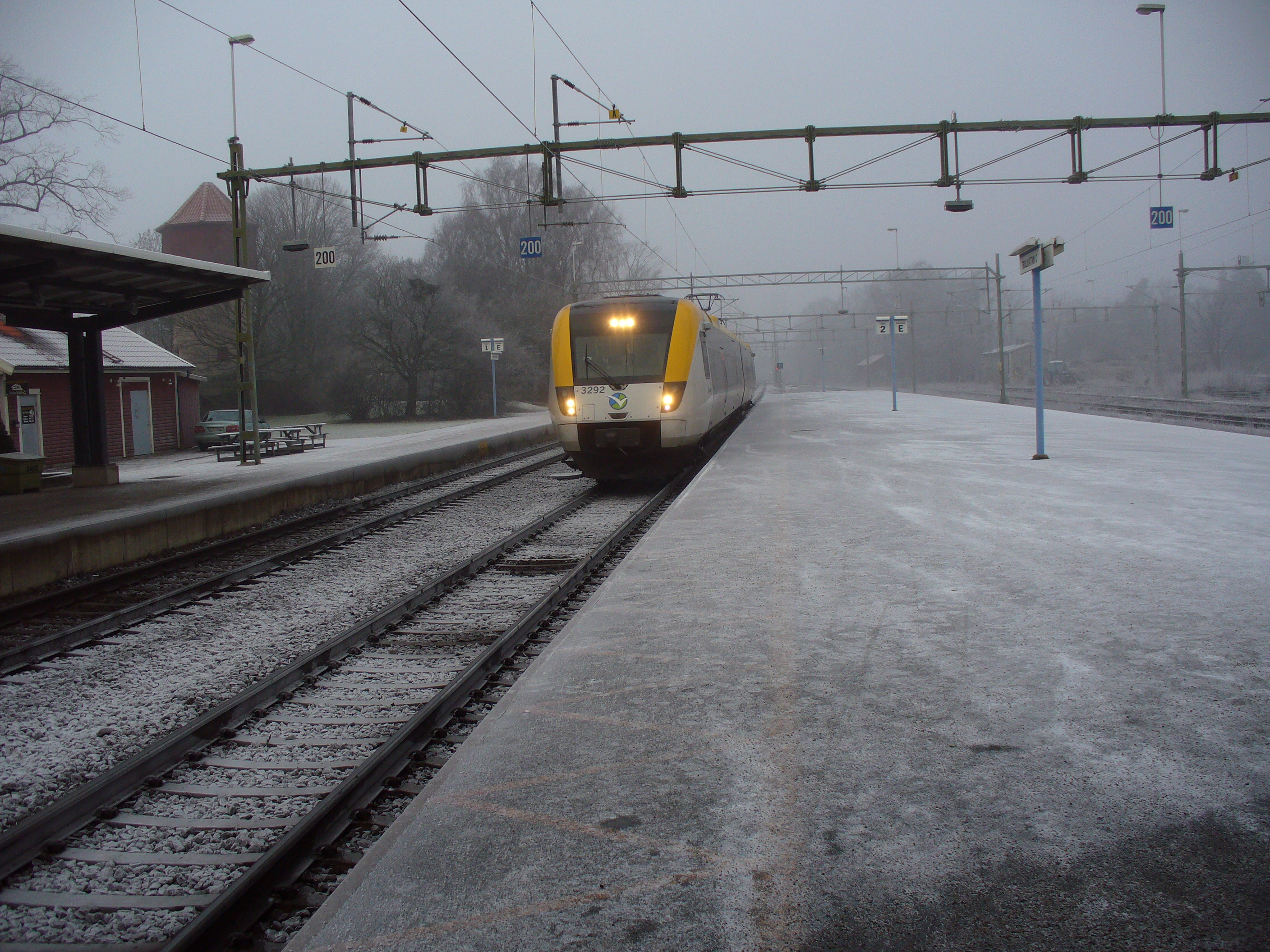
Reginatåg i Trollhättan

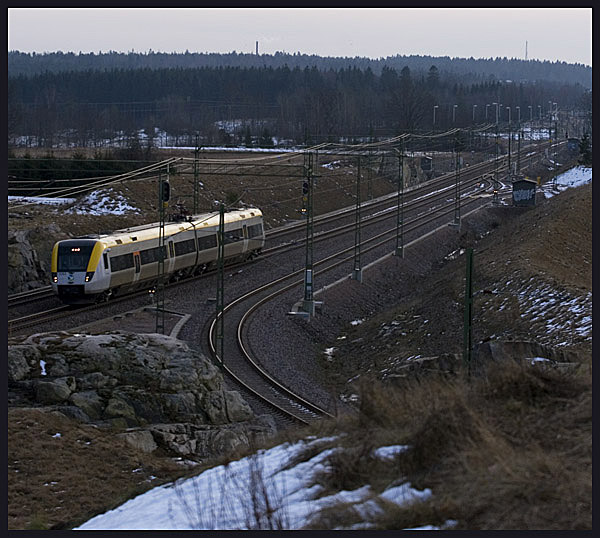
Reginatåg i Öxnered

De flesta tågen på linjen går mellan Göteborg och Vänersborg, men några tåg i högtrafik viker inte av mot Vänersborg i Öxnered utan fortsätter norrut till stationerna Mellerud, Åmål och Säffle.
Västtågen mellan Göteborg och Vänersborg körs normalt med Reginatåg eftersom banan tillåter hastigheter upp till 200 km/h. Resan Göteborg-Vänersborg tar normalt 49 minuter. Snabbaste fjärrtåget mellan Trollhättan och Göteborg tar 31 minuter, men mer normalt är att det tar mellan 35 och 40 minuter.
|  | Head station |

|  | Station on track |

|  | End station |

|  | Head station |

|  | Station on track |

|  | End station |

Ett särskilt Västtåg går tidigt på morgonen Ed-Trollhättan och tillbaka på eftermiddagen med gymnasieungdomar som målgrupp.
Det finns även regionaltåg mot Karlstad. Dessa är SJ-tåg och tillhör inte Västtågen, men Västtrafiks biljetter gäller Göteborg–Säffle. De stannar i Trollhättan, Öxnered, Mellerud, Åmål samt i Värmland.

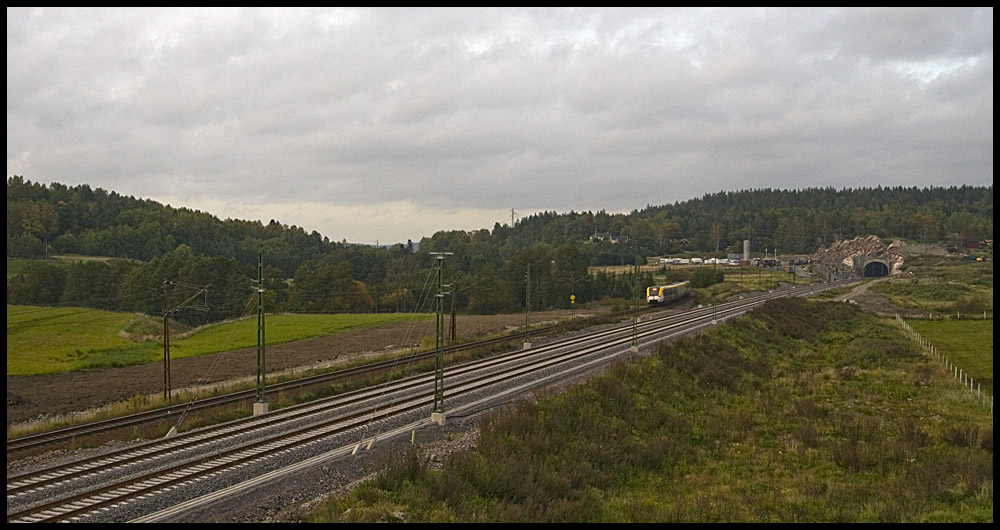
Regionaltåg passerar Ärlekärr utanför Lödöse. Man ser både den gamla och den nya banan, med Nygårdstunneln

## Göteborg-Borås
Tågen på linjen har följande stationer:
| Head station |

| Station on track |

| Stop on track |

| Stop on track |

| Stop on track |

| Stop on track |

| Stop on track |

| End station |

| Head station |

| Station on track |

| Stop on track |

| Stop on track |

| Stop on track |

| Stop on track |

| Stop on track |

| End station |

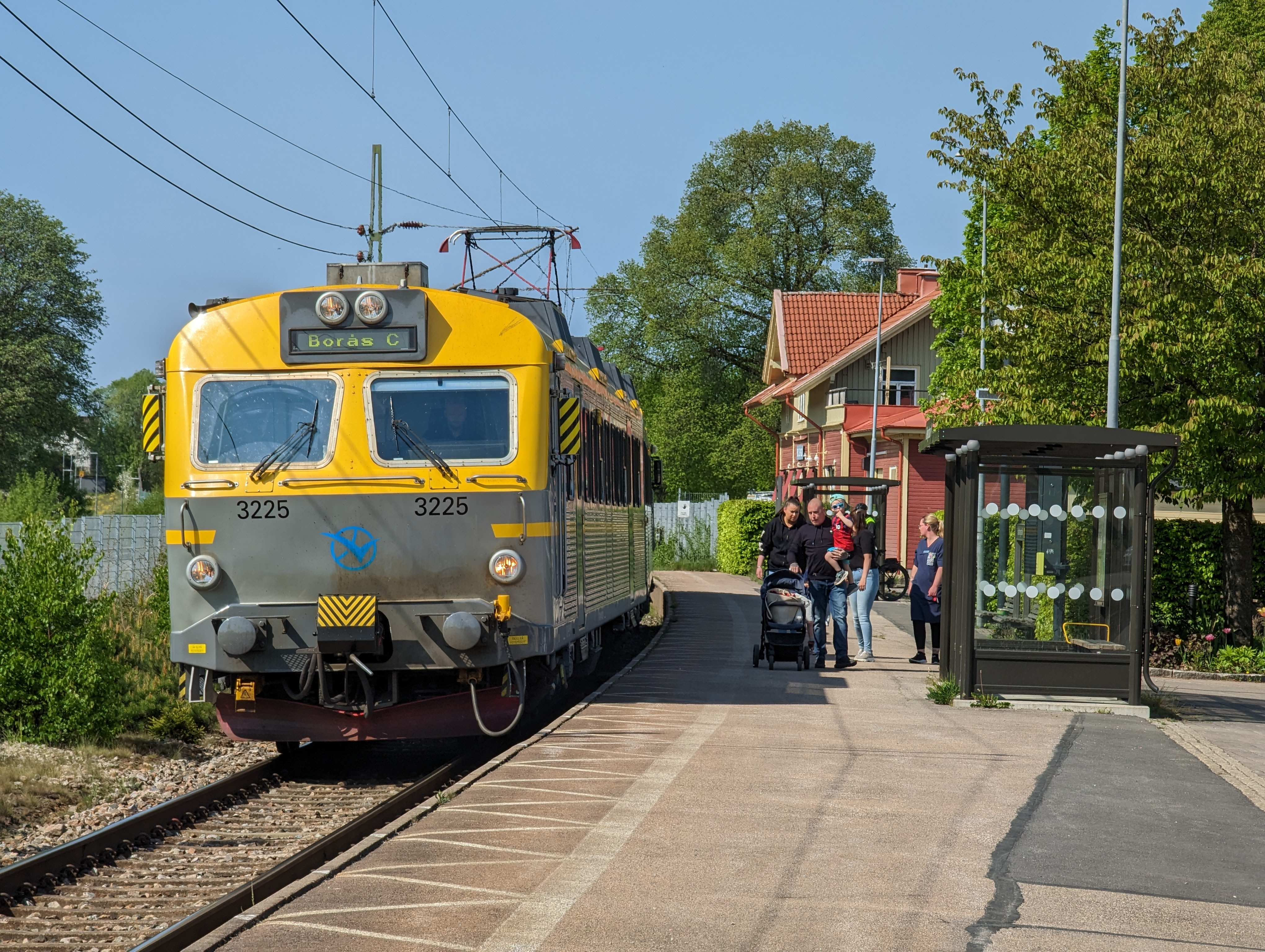
Bollebygd station

Tågen mellan Göteborg och Borås körs främst med tåg av typ X11, X12 och X14, men även X61 och Reginatåg.  
Västtågen och fjärrtågen på sträckan räcker inte till för efterfrågan utan det går dessutom runt 70 bussar/dag/riktning mellan Göteborg-Borås. De slår Västtågen i restid, men de stannar bara på 1-2 ställen.

## Göteborg-Herrljunga-Falköping-Skövde-Töreboda
Tågen på linjen har följande stationer:
| Head station |

| Station on track |

| Stop on track |

| Station on track |

| Stop on track |

| Station on track |

| Stop on track |

| End station |

|  |

| Head station |

| Station on track |

| Stop on track |

| Station on track |

| Stop on track |

| Station on track |

| Stop on track |

| End station |

|  |

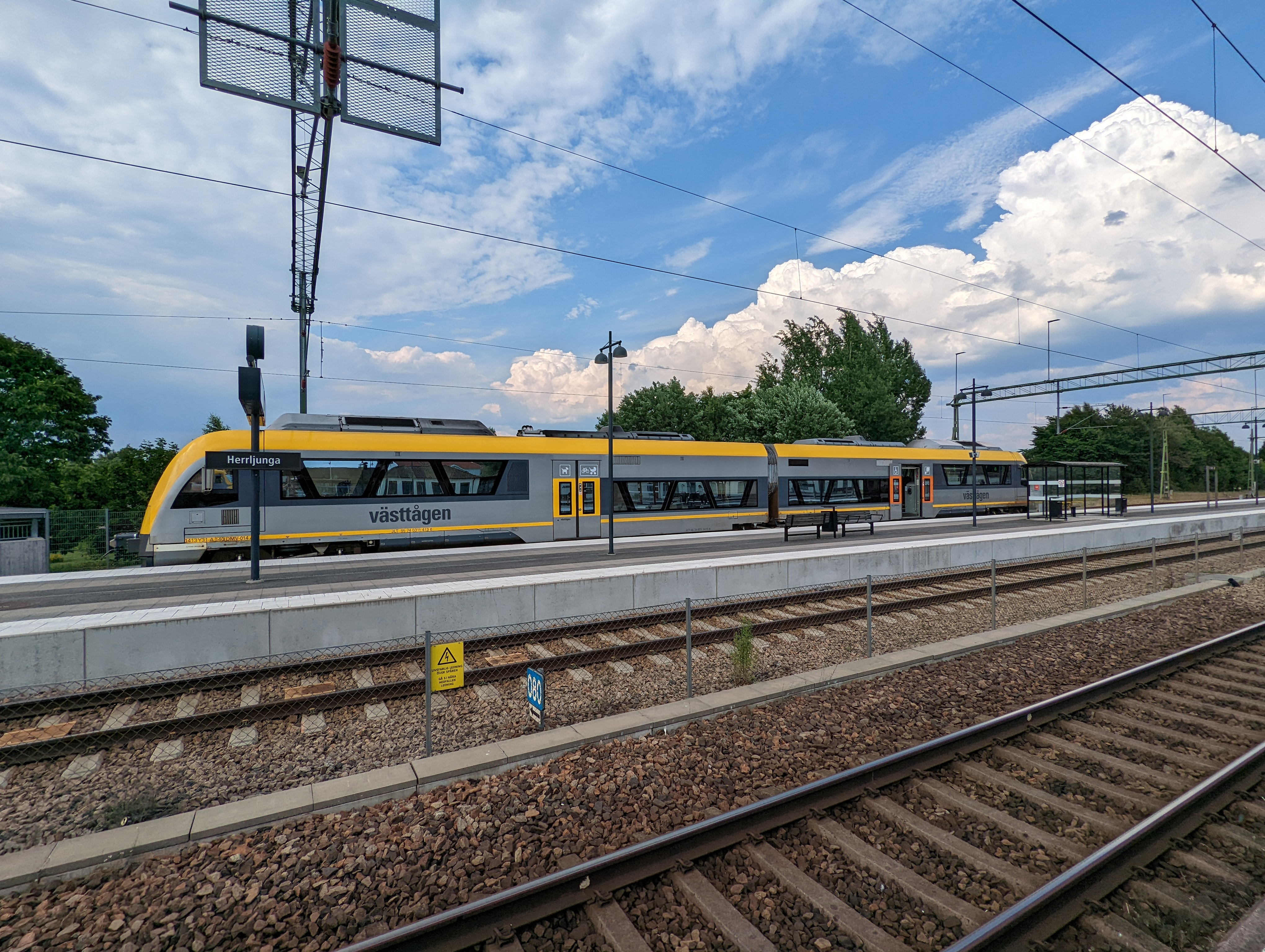
Västtåg vid Herrljunga station som går via Kinnekullebanan.

Västtågen mellan Göteborg och Skövde trafikeras nästan uteslutande av Reginatåg. Sträckan trafikeras av några tåg morgon och eftermiddag/kväll. Endast några tåg går till/från Töreboda. Fler förbindelser finns med byte av Västtåg i Falköping, se linjerna nedan. 
Det går även SJ fjärrtåg på linjen. 

## (Göteborg-Herrljunga)/(Töreboda-Skövde)-Falköping-Jönköping-Nässjö
Tågen mot Nässjö utgår antingen från Göteborg eller Skövde (i vissa fall Töreboda) och går därifrån till Falköping och sedan in i Jönköpings län mot Jönköping och Nässjö. I regel utgår vartannat tåg från Göteborg och vartannat från Skövde. Första station efter Falköping är Sandhem i Jönköpings län, där gör dock inte alla tåg uppehåll. Ändstation är normalt Nässjö, men vissa insatståg vänder i Jönköping. 
Trafiken i Jönköpings län (Sandhem och söderut) är ett samarbete med Jönköpings länstrafik.
Planenligt går alla tåg som trafikerar Nässjö med Reginatåg, eftersom dessa har Jönköpings länstrafiks betalsystem. 
Förbindelserna Nässjö-Jönköping-Falköping-Skövde/Töreboda/Göteborg kallades innan Västtågen bildades för Vättertåg.
|  | Head station |

|  | Stop on track |

| Head station | Straight track |

| Station on track | Straight track |

| One way leftward | Unknown BSicon "ABZg+r" |

|  | Station on track |

|  | Stop on track |

|  | Stop on track |

|  | Stop on track |

|  | Stop on track |

|  | Station on track |

|  | Stop on track |

|  | Stop on track |

|  | Stop on track |

|  | End station |

|  | Head station |

|  | Stop on track |

| Head station | Straight track |

| Station on track | Straight track |

| One way leftward | Unknown BSicon "ABZg+r" |

|  | Station on track |

|  | Stop on track |

|  | Stop on track |

|  | Stop on track |

|  | Stop on track |

|  | Station on track |

|  | Stop on track |

|  | Stop on track |

|  | Stop on track |

|  | End station |

## Göteborg-Herrljunga-Lidköping-Mariestad-Hallsberg-Örebro
Huvudartikel: Kinnekulletåget
Det går tåg på Kinnekullebanan Herrljunga-Lidköping-Mariestad-Hallsberg. De utgår för vissa turer från Göteborg, och slutar då i Mariestad. Andra turer går från Herrljunga och går till Hallsberg, i vissa fall till Örebro. Det finns anslutningar i Herrljunga till dessa tåg, för resenärer från Göteborg.

## Uddevalla-Vänersborg-Herrljunga-Borås samt Borås-Varberg
Tågen har följande stationer:
| Unknown BSicon "STR+l" |

| Station on track |

| Junction both to and from right |

| Station on track |

| Station on track |

| Stop on track |

| Stop on track |

| Unknown BSicon "ABZg+l" |

| Station on track |

| Stop on track |

| Unknown BSicon "ABZg+l" |

| Station on track |

| Unknown BSicon "ABZgr" |

| Stop on track |

| Stop on track |

| Stop on track |

| Stop on track |

| Stop on track |

| Stop on track |

| Unknown BSicon "ABZg+r" |

| Station on track |

| Stop on track |

| Stop on track |

| Station on track |

| Stop on track |

| Station on track |

| Stop on track |

| Stop on track |

| Stop on track |

| Stop on track |

| Stop on track |

| Stop on track |

| Station on track |

| Unknown BSicon "STR+l" |

| Station on track |

| Junction both to and from right |

| Station on track |

| Station on track |

| Stop on track |

| Stop on track |

| Unknown BSicon "ABZg+l" |

| Station on track |

| Stop on track |

| Unknown BSicon "ABZg+l" |

| Station on track |

| Unknown BSicon "ABZgr" |

| Stop on track |

| Stop on track |

| Stop on track |

| Stop on track |

| Stop on track |

| Stop on track |

| Unknown BSicon "ABZg+r" |

| Station on track |

| Stop on track |

| Stop on track |

| Station on track |

| Stop on track |

| Station on track |

| Stop on track |

| Stop on track |

| Stop on track |

| Stop on track |

| Stop on track |

| Stop on track |

| Station on track |

Utöver tågen från Göteborg finns ytterligare regionaltågslinjer inom Västra Götalands län, 
tågen på Älvsborgsbanan (Uddevalla-Borås) och Viskadalsbanan (Borås-Varberg). De två banorna samordnas med varandra så samma tåg går hela vägen Uddevalla-Varberg.
Tågen stannar oftast ganska länge i Herrljunga, runt 20 minuter, för att passa anslutningar med tåg till/från Stockholm.
På sträckan Herrljunga-Varberg har tågen nästan pendeltågskaraktär med medelavstånd mellan stopp på 6,6 km. Mellan Uddevalla-Herrljunga är det i snitt 13 km mellan stopp.
Trafiken i Hallands län (Derome och söderut) är ett samarbete med Hallandstrafiken.

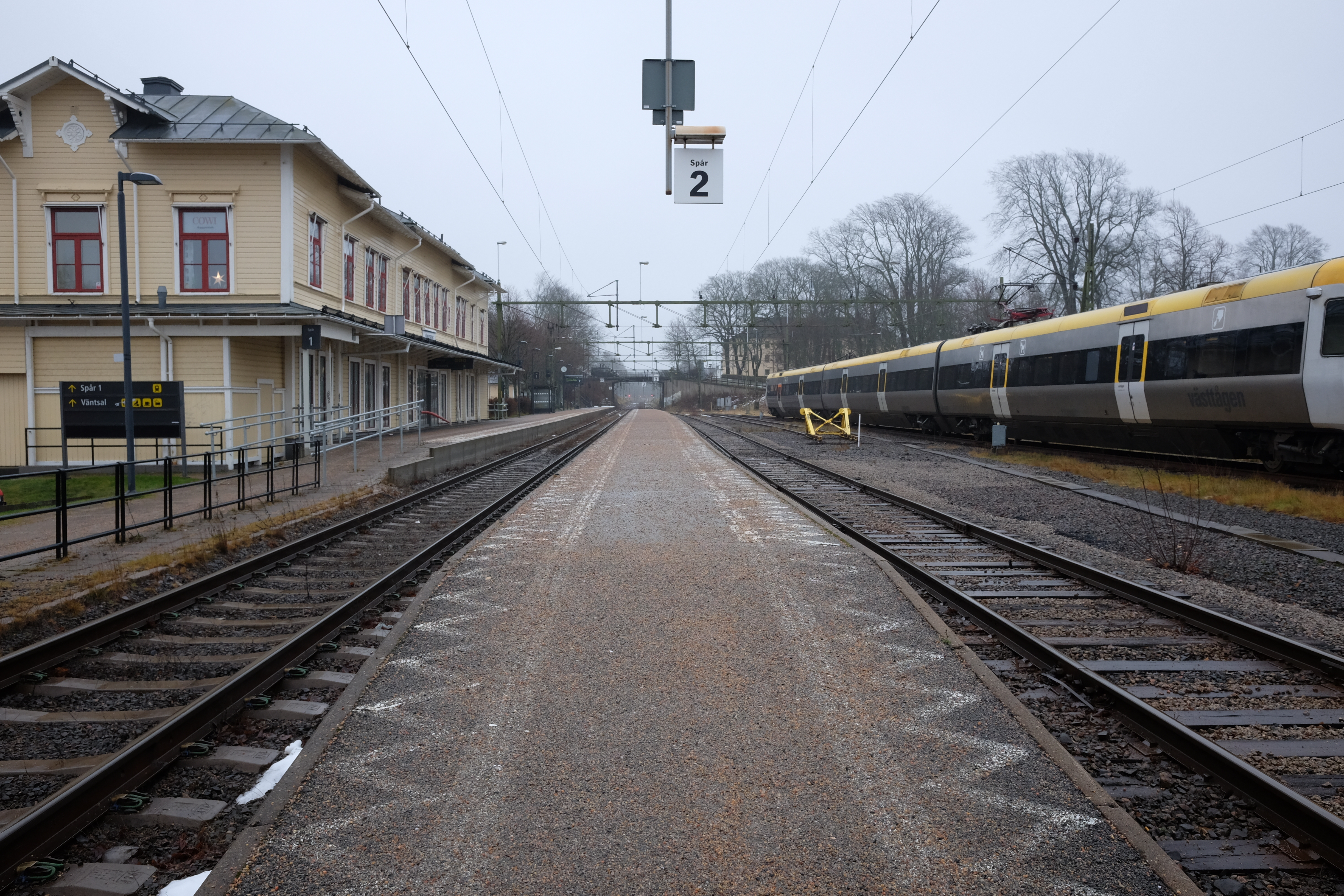
Regionaltåg vid Vänersborgs station

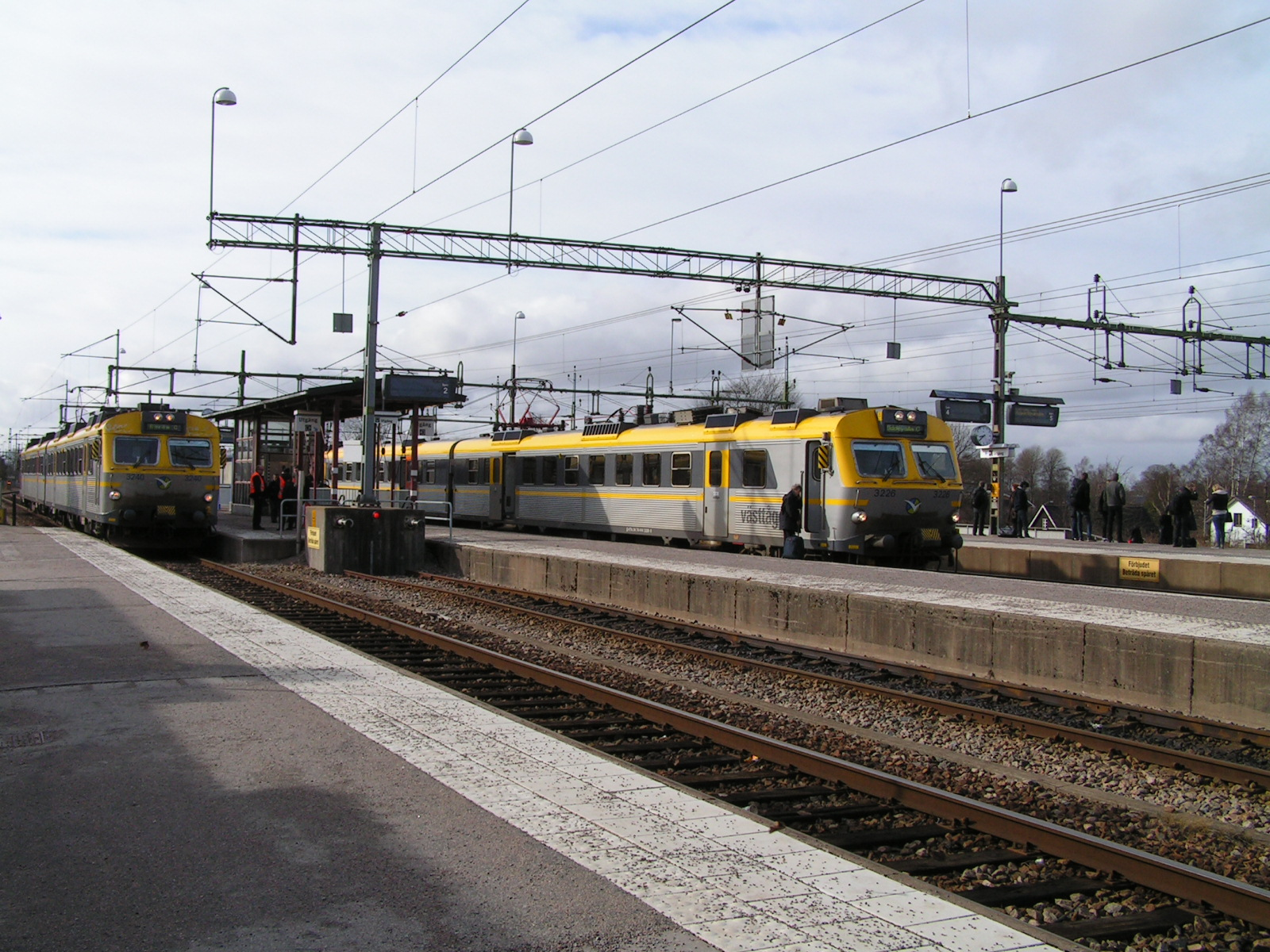
Regionaltågsmöte i Herrljunga

## Pendeltåg
Pendeltågen, som tidigare varit organisations- och varumärkesmässigt separerade från regionaltågen, ingår sedan 2015 i varumärket Västtågen. De går på sträckorna Göteborg-Alingsås, Göteborg-Kungsbacka och Göteborg-Älvängen.

## Fordon

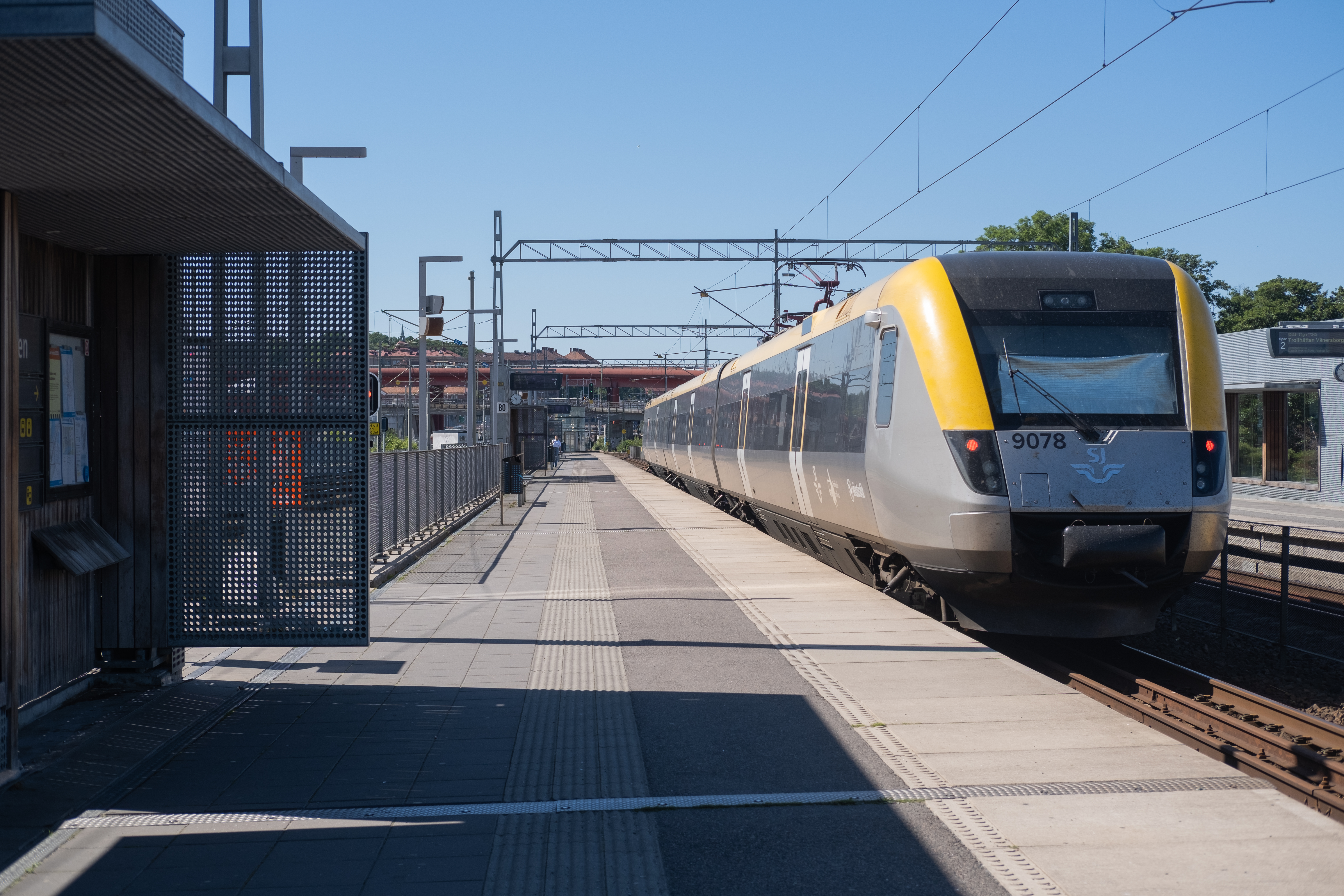
Regina-tåg passerar Gamlestadens Station.

Västtrafik äger merparten av fordonen själva men hyr också 5 st Regina och en Y31 av AB Transitio, 10 st X61 från Skånetrafiken och 3 st Y31 från Jönköpings Länstrafik. Västtrafik disponerar följande fordon som används i trafiken: 
- X11 3139-3147, 3171-3172, 3182-3183, 3204-3213 (totalt 23 st)
- X12 3195-3197, 3214-3219 (totalt 9 st)
- X14 3224-3229, 3238, 3240-3241 (totalt 9 st)
- X50-X53 (Regina) 3262-3267, 3289-3296, 9035-9036, 9038, 9040-9041, 9074-9076, 9084-9089 (totalt 28 st)
- X61 61401-61422, 61023-61027, 61042-61046 (totalt 32 st)
- Y1 1271-1272 (totalt 2 st)
- Y31 1400, 1402-1403, 1412-1413, 1417-1419 (totalt 8 st)

Västtrafik beslutade september 2016 att upphandla 40 nya regionaltåg. Dessa kommer att levereras av Bombardier Transportation med början år 2021 och vara av en för Sverige ny modell (Bombardier har tillverkat Regina men gör det inte längre), År 2018 utökades beställningen till 45 tåg av tillverkaren kallade Zefiro Express. De får typbeteckning X80 och vara cirka 80 meter långa och ha tre vagnar och 270 sittplatser, men gå att koppla ihop. Toppfarten blir 200 km/h.

## Biljettsystem
På Västtågens tåg gäller endast länstrafikbolagens biljetter och resekort samt biljetter sålda inom Resplus-samarbetet. Tågvärdarna ombord på tågen säljer enkelbiljetter för respektive länstrafikbolag.

## Operatörer
Operatör, det vill säga det bolag som ansvarar för personal och tillstånd med mera, är SJ Götalandståg AB på alla linjer inom Västtågen.
Västtrafik står för koncept, tidtabeller, fordon och biljettsystem och upphandlar driften av operatör. Driften av trafiken har tidigare skötts av bland annat DSB Väst och Arriva (endast Kinnekullebanan).
SJ kör även länsgränsöverskridande tåg i egen regi. På många av dessa tåg gäller Västtrafiks periodkort och SJ:s regionaltåg genom Västra Götaland kan ses som ett komplement till Västtågen snarare än som en konkurrent.

## Historia
Västtågen som varumärke skapades 2010. Innan dess drevs flera av linjerna upphandlade gemensamt av staten och Västtrafik. Det gällde linjerna från Göteborg mot Vänersborg, mot Borås och mot Töreboda, samt linjerna Falköping–Nässjö (varumärke Vättertåg) och Uddevalla–Borås. SJ:s biljetter och Västtrafiks månadskort gällde här. Medan linjerna Göteborg–Strömstad, Herrljunga–Mariestad–Hallsberg och Borås–Varberg upphandlades av Västtrafik, delvis med samfinansiering av angränsande länstrafikbolag. Denna uppdelning härstammar från länsgränserna före 1998, där vissa linjer ansågs ligga i flera län och gå på huvudbanor och sköttes av SJ, medan andra blev länståg redan på 1980-talet.

## Framtid
Mellan Lödöse och Trollhättan ska tågen kunna köra i 250 km/h, men det kan dröja många år innan så snabba tåg kommer att gå på sträckan. 250 km/h kräver signalsystemet ERTMS och tillåts inte på spår som ligger vid perronger, vilket gäller alla lokala stationer mellan Lödöse och Göteborg. ERTMS planeras införas omkring år 2030. Eventuellt kan det i framtiden bli aktuellt med mer trafik Göteborg-Trollhättan-Uddevalla.
Trafikverket planerar för en ny järnväg med dubbelspår mellan Göteborg och Borås, med en ny station vid Landvetter flygplats .
Västlänken, en järnvägstunnel under Göteborg är under byggnad och planeras bli klar 2026. Då kommer en del av Västtågen att gå där, framförallt pendeltågen och tågen mot Borås och vissa andra regionaltåg. Västlänken är delvis kopplad till ny järnväg mot Borås i och med att dagens Gårdatunnel och Göteborgs centralstation inte har kapacitet för fler tåg.